# Habromyia chrysotaenia
Habromyia chrysotaenia är en tvåvingeart som beskrevs av Fluke 1937. Habromyia chrysotaenia ingår i släktet Habromyia och familjen blomflugor. Inga underarter finns listade i Catalogue of Life.